# Амед Бакайоко
Амед Бакайоко (фр. Hamed Bakayoko; 8 березня 1965 — 10 березня 2021) — івуарійський політик, дванадцятий прем'єр-міністр Кот-д'Івуару.

## Біографія

### Молоді роки й освіта
Амед Бакайоко народився 8 березня 1965 року в Абіджані.
Належить до благочестивого мусульманського роду; серед його предків — засновник міста Коро на північному заході Кот-д'Івуару. У 7-річному втратив матір. Надалі його виховував батько хаджі Анліу (пом. 2018). Старший брат — Зума (заступник мера Плато), дві сестри — Фатіма й Амінат.
Навчався у сучасному коледжі Аджаме та класичному ліцеї Абіджана, а 1984 році закінчив коледж Африканської Божої матері зі ступенем бакалавра категорії «D». Під час навчання працював у студентських газетах. Зацікавившись політикою та революційними перетвореннями Тома Санкари, поїхав вчитися до Буркіна-Фасо. 1985 року закінчив Університет Уагадугу з дипломом про загальну університетську освіту. В 1985—1988 роках навчався у Вищій школі медичних наук Університету Уагадугу на першому циклі медичної освіти. Повернувшись до Кот-д'Івуару, в 1988—1990 роках пройшов другий цикл освіти на медичному факультеті Університету Абіджана, після чого полишив медицину, яку вивчав лише під тиском батька.

### Кар'єра
1978 року став президентом кооперативу початкової школи та головним редактором журналу сучасного ліцею Аджаме. 1980 обійняв посаду президента Асоціації школярів і студентів Кот-д'Івуару від мусульманської секції. 1986 року обійняв посаду президента Асоціації івуарійських школярів і студентів у Буркіна-Фасо. Був активним членом Руху студентів і школярів Кот-д'Івуару, 1990 року став засновником і головою молодіжного руху студентів і школярів при Демократичній партії.
1991 у 25-річному віці заснував щоденну газету «Le Patriote», в якій сам же був журналістом і видавничим директором, поставивши собі за мету захищати президента Фелікса Уфуе-Буаньї від нападів опозиції. Після смерті Уфуе-Буаньї, 1994 року відсидів чотири місяці й шістнадцять днів в абіджанській в'язниці за звинуваченням в образі очільника держави за опублікований лист читача, в якому новий президент Анрі Конан-Бедьє був названий «карликом», його газету було закрито.
1994 році заснував першу в країні приватну комерційну радіостанцію «Radio Nostalgie», генеральним директором якої був до 2003 року. 1997 почав відповідати за стрімке покриття мережею радіостанції практично всієї Африки, одночасно завів безліч зв'язків у політичних колах африканських країн. 2001 році обійняв посаду президента Національної ради протегування преси Кот-д'Івуару, а також обіймав посаду національного секретаря фінансів Демпартії.
13 березня 2003 року був призначений на посаду міністра новітніх інформаційних технологій і комунікації в уряді прем'єр-міністра Сейду Діарри. Бакайоко зберіг свою посаду в урядах Шарля Конана Банні, Гійома Соро. Його попередником був Ліа Бі Дуауа, а наступником — Гуаруа Хуга Бі.
4 грудня 2010 року очолив міністерство внутрішніх справ в уряді Соро за умов політичної кризи й існування паралельного уряду Жільбера Аке, де міністром внутрішніх справ був Еміль Гір'єулу. 11 квітня 2011 року, після перемоги того, як і Алассан Уаттара і Лоран Гбагбо оголосили себе президентами, Бакайоко був перепризначений на посаду міністра внутрішніх справ. 1 червня того ж року, під час формування нового уряду Соро, Бакайоко зберіг свою посаду, так само, як і за врядування Жанно Ахуссу-Куадіо, Данієля Каблана Дункана й Амаду Гона Кулібалі.
11 грудня 2011 року був обраний депутатом Національних зборів від міста Сеґела. 19 липня 2017 року був призначений на посаду міністра оборони в уряді Кулібалі. На новій посаді того ж року зайнявся врегулюванням ситуації з армійськими заколотами. 13 жовтня 2018 року був обраний мером міста Абобо, виборовши понад 60 % голосів у тій найбільш населеній громаді країни й одночасно оплоті урядової партії.
Від 2 травня до 2 липня 2020 року, під час хвороби Кулібалі, Бакайоко виконував обов'язки прем'єр-міністра Кот-д'Івуару. Протягом двох тижнів після смерті Кулібалі — 8 липня 2020, посада залишалася вакантною, що під час відсутності голів обох палат парламенту на території Кот-д'Івуару створило вакуум влади, укупі з втратою кандидата від правлячої партії на президентських виборах. Політичну ситуацію погіршила відставка віцепрезидента Дункана, через що почали ширитись чутки про те, що Уаттара буде балотуватись на третій термін, а новим прем'єр-міністром стане власне Бакайоко.
30 липня він нарешті очолив уряд, зберігши за собою посаду міністра оборони. 3 серпня Бакайоко здійснив в уряді кілька перестановок. 4 серпня офіційно обійняв посаду на короткій церемонії в канцелярії прем'єр-міністра в Абіджані. У березні 2021 року, за повідомленням німецького радіо- і телевізійного сайту Deustche Welle, Амед Бакайоко перебував в Університетському лікарняному центрі (CHU) у Фрібурзі з 6 березня 2021 року для лікування раку та перебував у критичному стані. Там же 10 березня 2021 року Бакайоко й помер.

## Нагороди

### Державні
- серпень 2011: командор Національного ордена Республіки Кот-д'Івуар[62].
- грудень 2017: командор ордена Морських заслуг[63].
- листопад 2019: почесна медаль Поліції з пальмами[64].
- січень 2020: командор ордена Комунікаційних заслуг[65].
- лютий 2020: командор ордена Сільськогосподарських заслуг[16].

### Іноземні
- січень 2012: командор ордена «За заслуги», Франція[25].
- грудень 2015: великий офіцер ордена Зірки Італії, Італія[66][67][68].
- липень 2019: Національний орден, Буркіна-Фасо[69][70].